# San José de Pare (ort)
San José de Pare är en ort i Colombia. Den ligger i departementet Boyacá, i den centrala delen av landet, 170 km norr om huvudstaden Bogotá. San José de Pare ligger 1 518 meter över havet och antalet invånare är 941.
Runt San José de Pare är det ganska tätbefolkat, med 65 invånare per kvadratkilometer. Närmaste större samhälle är Barbosa, 12,1 km sydväst om San José de Pare. Omgivningarna runt San José de Pare är en mosaik av jordbruksmark och naturlig växtlighet.